# Hidetoshi Nakata
Hidetoshi Nakata (japanska: 中田英寿, född 22 januari, 1977 i Kofu, Yamanashi), är en japansk före detta fotbollsspelare.
Nakata har representerat Japan under tre världsmästerskap (1998, 2002 på hemmaplan i Japan och 2006). Efter VM 2006, då Japan åkte ut i gruppspelet, efter att ha slutat sist i sin grupp. 
Nakata räknas till en av de största fotbollsspelarna från Asien. Nakata inledde sin professionella karriär 1995 och valdes till Asiens bästa fotbollsspelare 1997 och 1998. 2001 vann han Serie A, lo Scudetto, med AS Roma. 2005 belönades Nakata med riddarorden av den italienska Solidaritetens stjärnorden.
I mars 2004 tog Pelé ut Nakata på en lista över de 100 bästa fotbollsspelarna.
Utöver fotbollen är Nakata modeintresserad och ses ofta på olika visningar runt om i Europa.

## Klubbar
- Bolton Wanderers Augusti 2005 - Maj 2006 (på lån)
- Fiorentina Juli 2004 -
- Bologna Januari 2004 - juli 2004 (lån)
- Parma Juli 2001 - januari 2004
- Roma Januari 2000 - juli 2001
- Perugia Juli 1998 - januari 2000
- Bellmare Hiratsuka (Japan) 1997 - Juli 1998

- Japans landslag
  - Maj 1997 - (debut mot Sydkorea)
- Fotbolls-VM:
  - Fotbolls-VM 1998
  - Fotbolls-VM 2002
  - Fotbolls-VM 2006